# 阿利尤安巴
阿利尤安巴（Aliyu Amba）是埃塞俄比亞中部阿姆哈拉州北施瓦地區的小鎮，座標9°32′N 39°48′E / 9.533°N 39.800°E，海拔1,805米。根據埃塞俄比亞中央統計局2005年的資料，阿利尤安巴人口約2,873，其中男性1,431人，女性1,442人。